# Johannes Popitz
Johannes Popitz (Lipsia, 2 dicembre 1884 – Berlino, 2 febbraio 1945) è stato un politico e membro della resistenza tedesco.

## Biografia
Dopo gli studi in economia, scienze politiche e legge, nel 1919 fu nominato consigliere di stato.  Tra il 1925 e il 1929 fu segretario di stato al ministero delle finanze. Pur essendo un conservatore moderato e monarchico, con la salita al potere dei nazisti fu nominato ministro delle finanze della Prussia, ruolo che ricoprì fino al 1938.
Membro della "Mittwochsgesellschaft" (società del mercoledì berlinese), a partire dal 1938 fu attivo in vari circoli antinazisti, e rafforzò i legami con questi movimenti a partire dal 1943, quando cercò di fare pressione su Heinrich Himmler affinché questi promuovesse un colpo di stato e mettesse fine alla seconda guerra mondiale.  Fu arrestato all'indomani del fallito attentato a Hitler del 20 luglio 1944. Condannato a morte, la pena fu sospesa grazie all'intervento di Himmler; fu infine giustiziato per impiccagione nel febbraio del 1945.